# سكوت سبيجيل
سكوت سبيجيل (بالإنجليزية: Scott Spiegel)‏ هو منتج أفلام وكاتب سيناريو ومخرج وممثل أمريكي، ولد في 24 ديسمبر 1957 في الولايات المتحدة.

## أعمال

### أفلام
- (1981) ذا إيفل ديد[3]
- (1987) الشر المميت 2
- (1995) السريع والميت
- (1999) تكساس بلود موني
- (2002) سبايدرمان
- (2005) مجانين 2001
- (2005) نزل[4]
- (2007) النزل 2[5]
- (2011) الجزء الثالث

## وصلات خارجية
- سكوت سبيجيل على موقع IMDb (الإنجليزية)
- سكوت سبيجيل على موقع ألو سيني (الفرنسية)
- سكوت سبيجيل على موقع أول موفي (الإنجليزية)
- سكوت سبيجيل على موقع قاعدة بيانات الأفلام السويدية (السويدية)
- سكوت سبيجيل على موقع قاعدة بيانات الفيلم (الإنجليزية)
- سكوت سبيجيل على موقع كينوبويسك (الروسية)